# DSpace
DSpace — открытое, свободное (лицензия BSD) кроссплатформенное J2EE приложение, платформа для институционального репозитория (для долгосрочного хранения цифровых материалов, используемых в академических исследованиях).
Для сборки и функционирования DSpace требуется J2EE контейнер. Для версии 1.8.х желательно использовать Oracle Java 6 (обычного JDK достаточно, J2EE использовать не обязательно). С работоспособностью под Oracle Java 7 имеются проблемы. Для версии 3.х возможно использование как Oracle Java 6, так и Oracle Java 7 (для сборки потребуется maven 2.2 и выше), версии 4.х и 5.х требуют Java 7.
Для хранения метаданных и другой информации можно использовать Oracle, PostgreSQL.

## История
Система DSpace разрабатывалась Hewlett-Packard в сотрудничестве с библиотеками Массачусетского технологического института и стала эксплуатироваться с 4 ноября 2002 года. Программное обеспечение было открыто под лицензией BSD.
История версий:
| Версия       | Текущий релиз      | Поддерживается до                              | История изменений | Документация |
| ------------ | ------------------ | ---------------------------------------------- | ----------------- | ------------ |
| DSpace 6.x   | 6.3 (2018-06-27)   | До релиза версии 8.0                           | Изменения         | Просмотреть  |
| DSpace 5.x   | 5.10 (2018-10-05)  | До релиза версии 7.0                           | Изменения         | Просмотреть  |
| DSpace 4.x   | 4.9 (2018-06-27)   | Поддержка прекращена но фактически оказывается | Изменения         | Просмотреть  |
| DSpace 3.x   | 3.6 (2016-03-19)   | Поддержка прекращена (Март 2016)               | Изменения         | Просмотреть  |
| DSpace 1.8.x | 1.8.3 (2013-07-25) | Поддержка прекращена (Январь 2015)             | Изменения         | Просмотреть  |
| DSpace 1.7.x | 1.7.3 (2013-07-25) | Поддержка прекращена                           | Изменения         | Просмотреть  |
| DSpace 1.6.x | 1.6.2 (2010-06-15) | Поддержка прекращена                           | см. документацию  | Просмотреть  |
| DSpace 1.5.x | 1.5.2 (2009-04-14) | Поддержка прекращена                           | см. документацию  | Просмотреть  |
| DSpace 1.4.x | 1.4.2 (2007-05-10) | Поддержка прекращена                           |                   |              |
| DSpace 1.3.x | 1.3.2 (2005-10-09) | Поддержка прекращена                           |                   |              |
| DSpace 1.2.x | 1.2.2 (2005-05-05) | Поддержка прекращена                           |                   |              |
| DSpace 1.1.x | 1.1.1 (2003-05-08) | Поддержка прекращена                           |                   |              |
| DSpace 1.0   | 1.0.1 (2002-11-04) | Поддержка прекращена                           |                   |              |

## Требования к серверу
Должны быть установлены:
- JDK (Java Development Kit)
- Apache Maven, Apache Ant
- Apache Tomcat
- СУБД PostgreSQL или Oracle
- Локальный SMTP сервер (желательно)